# Richnava
Richnava es un municipio del distrito de Gelnica en la región de Košice, Eslovaquia, con una población estimada a final del año 2024 de 3528 habitantes.
Se encuentra ubicado al oeste de la región, en el valle del río Hernád y cerca de la frontera con la región de Prešov.

## Demografía
| Año        | 1994 | 2004     | 2014     | 2024     |
| ---------- | ---- | -------- | -------- | -------- |
| Población  | 1497 | 2055     | 2744     | 3528     |
| Diferencia |      | +37,27 % | +33,52 % | +28,57 % |

| Año        | 2023 | 2024    |
| ---------- | ---- | ------- |
| Población  | 3434 | 3528    |
| Diferencia |      | +2,73 % |